# ГЕС Істмейн 1-А
ГЕС Істмейн 1-А — гідроелектростанція у канадській провінції Квебек. Споруджена в межах масштабного проекту Затока Джеймс, котрий передбачає деривацію ресурсу з ряду річок до сточища річки Ла-Гранд (має устя на східному узбережжі затоки Джеймс — південної-східної частини Гудзонової затоки).
З центрального плато півострова Лабрадор на захід до затоки Джеймс прямує цілий ряд річок — Ла-Гранд, Істмейн, Руперт. Ще з 1980-х ресурс зі сточища Істмейн перекидали на північ для живлення гігантських гідроелектростанцій на Ла-Гранд, а у 2000-х взялись за деривацію із протікаючої далі на південь Руперт. На ній звели кам'яно-накидну греблю висотою 28 метрів та довжиною 515 метрів, крім того, ще одна споруда перекрила праву притоку Руперт річку Lemare. Створений таким чином підпір дозволив затопити водорозділ між ними та створити єдине сховище Bief Rupert amont (воно ж Ruper forebay), утримання якого також потребує кількох десятків дамб, що закривають численні сідловини.
З північної частини Bief Rupert amont (колишнє сточище Lemare) прокладено тунель завдовжки 2,9 км, здатний пропускати 800 м3 води за секунду. Він виводить до сточища річки Nemiscau (так само права притоки Руперт, яка впадає нижче за Lemare), де розташоване водосховище Bief Rupert aval (воно ж Ruper tailbay). Цю водойму утримують численні дамби та дві більші греблі Nemiscau-1 і Nemiscau-2, виконані як кам'яно накидні споруди висотою 16 та 11 метрів при довжині 1252 та 247 метрів відповідно.
Всього для створення двох названих водосховищ знадобилось спорудити 73 дамби загальною довжиною 28 км та прокласти 10 каналів довжиною 7 км. При цьому Bief Rupert amont має площу поверхні 29 км2, а Bief Rupert aval — 117 км2, а їх об'єм складає 1330 млн м3 та 332 млн м3 відповідно.
З Bief Rupert aval, поверхня якого може коливатись між позначками 292,7 та 297,5 метра НРМ, через протоку вода дренується далі на північ до водосховища Істмейн, в якому відбувається коливання рівня в діапазоні 274,1 та 283,1 метра НРМ. Остання водойма, створена в межах проекту ГЕС Істмейн 1, має площу поверхні 603 км2, об'єм 6,94 млрд м3 та утримується кам'яно-накидною греблею висотою 69 метрів та довжиною 890 метрів.
Після греблі Істмейн певний час прямує на невеликій відстані від однієї з заток сховища, підходячи до неї менш ніж на один кілометр. У цьому місці (за 11 км на захід від греблі) обіч облаштували машинні зали станцій Істмейн 1 та 1-А, при цьому останній ввели в дію у 2011—2012 роках саме з розрахунку на деривацію додаткового ресурсу з Руперт. Його обладнали трьома турбінами типу Френсіс потужністю по 256 МВт, які при напорі у 63 метри забезпечують виробництво 2,3 млрд кВт-год електроенергії на рік. Подача ресурсу зі сховища до гідроагрегатів здійснюється через водоводи довжиною по 144 метри з діаметром від 9,4 до 8,7 метра.
Відпрацьована вода по відвідному каналу повертається в Істмейн, з якої спрямовується далі на північ у сточище Ла-Гранд через ГЕС Сарсель.
Видача продукції відбувається по ЛЕП, розрахованій на роботу під напругою 315 кВ.